# Gravimetri (kemi)

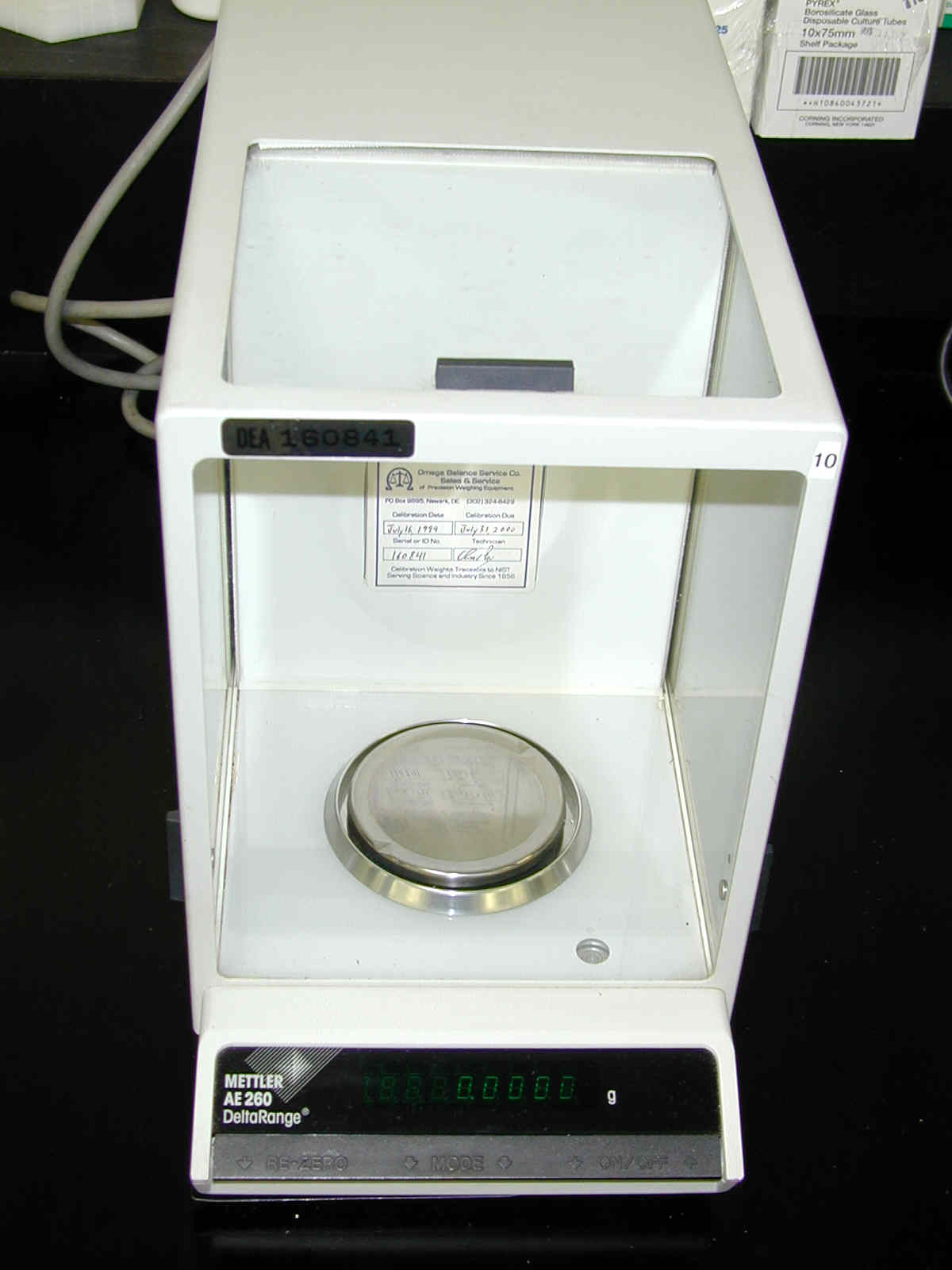
Analytisk balansvåg

Gravimetri (av latin gravis, ”tung”, och grekiska μέτρον, metron ”mått”), gravimetrisk analys eller viktanalys avser inom kemi analytiska metoder för att bestämma halten av ett ämne i ett prov med hjälp av ytterst noggranna analysvågar. Principen för denna typ av analys är att när väl en jons massa har bestämts som en unik förening, kan den kända mätningen sedan användas för att bestämma samma analyts massa i en blandning, så länge som de relativa kvantiteterna av de andra beståndsdelarna är kända. 
De fyra huvudtyperna av denna analysmetod är utfällning, förångning, elektroanalytisk och diverse fysikalisk metod. Metoderna innebär att analytens fas ändras för att separera den i sin rena form från den ursprungliga blandningen och är kvantitativa mätningar.

## Fällningsgravimetri
Den vanligaste metoden, varvid en jon fälls ut ur en lösning med kemiska metoder, varefter fällningen filtreras bort, torkas och vägs.
Utfällningsmetoden är den som används för att bestämma mängden kalcium i vatten. Med denna metod tillsätts ett överskott av oxalsyra, H2C2O4, till en uppmätt, känd volym vatten. Genom att tillsätta ett reagens, här ammoniumoxalat, kommer kalciumet att fällas ut som kalciumoxalat. Rätt reagens, när det tillsätts till vattenlösning, kommer att producera mycket olösliga fällningar från de positiva och negativa joner som annars skulle vara lösliga med sina motsvarigheter.
Reaktionen är:
Bildning av kalciumoxalat:
Ca2+(aq) + C2O42- → CaC2O4
Fällningen samlas upp, torkas och antänds till hög (röd) värme som omvandlar den helt till kalciumoxid.
Reaktionen är ren kalciumoxid bildad
CaC2O4 → CaO(s) + CO(g)+ CO2(g)
Den rena fällningen kyls, mäts sedan genom vägning, och skillnaden i vikt före och efter avslöjar massan av förlorad analyt, i detta fall kalciumoxid. Den siffran kan sedan användas för att beräkna mängden, eller den procentuella koncentrationen, av den i den ursprungliga blandningen.

## Elektrogravimetri
En metall separeras elektrolytiskt från en lösning och dess vikt (det vill säga viktförändringen hos katoden) bestäms.

## Termogravimetri
Termogravimetri eller termogravimetrisk analys (TGA) är analys av viktförändringar med ändrad temperatur (används exempelvis för att bestämma fukt).
Vatten som på ett kvantitativt sätt elimineras från många oorganiska ämnen genom antändning är ett exempel på en direkt bestämning. Det samlas på ett fast torkmedel och dess massa bestäms av torkmedlets viktökning.
En annan direkt förångningsmetod involverar karbonater som i allmänhet sönderdelas för att frigöra koldioxid när syror används. Eftersom koldioxid lätt utvecklas när värme tillförs, fastställs dess massa direkt av den uppmätta ökningen av massan av det absorberande fasta ämnet som används.